# الزروق (قرية)
قرية الزروق قرية مجاورة لمصراتة، ليبيا. استمدت اسمها باعتبارها تضم زاوية ومسجد الشيخ أحمد الزروق.
وهي تطل على البحر بها مركز إسلامي يضم مسجد أحمد الزروق، مكتبة الزروق، مركز لتحفيظ القرآن الكريم.
بالإضافة لقسم الشريعة الإسلامية بكلية الآداب جامعة مصراتة.